# Альдо Агроппі
Альдо Агроппі (італ. Aldo Agroppi; 14 квітня 1944, Пйомбіно — 2 січня 2025, Пйомбіно) — італійський футболіст, що грав на позиції півзахисника. По завершенні ігрової кар'єри — футбольний тренер.
Виступав, зокрема, за «Торіно», з яким двічі ставав володарем Кубка Італії, а також національну збірну Італії.

## Клубна кар'єра
Народився 14 квітня 1944 року в місті Пйомбіно. Вихованець юнацьких команд клубу «Пйомбіно» з рыдного міста.
У дорослому футболі 16-річний гравець дебютував 1960 року виступами за команду клубу «Пйомбіно», в якій провів 3 матчі. Згодом перейшов до «Торіно», де три роки виступав за молодіжні команди, після чого з 1964 по 1967 рік грав на умовах оренди у складі команд клубів «Дженоа», «Тернана» та «Потенца».
Лише 1967 року дебютував за основну команду «Торіно» в Серії A. Відіграв за туринську команду наступні вісім сезонів своєї ігрової кар'єри. Більшість часу, проведеного у складі «Торіно», був основним гравцем команди. За цей час двічі виборював титул володаря Кубка Італії.
Завершив професійну ігрову кар'єру у клубі «Перуджа», за команду якого виступав протягом 1975—1977 років.

## Виступи за збірну
1972 року дебютував в офіційних матчах у складі національної збірної Італії. Протягом кар'єри у національній команді, яка тривала усього 2 роки, провів у формі головної команди країни 5 матчів.

## Кар'єра тренера
Розпочав тренерську кар'єру невдовзі по завершенні кар'єри гравця, 1978 року як тренер молодіжної команди клубу «Перуджа».
В подальшому очолював команди клубів «Пескара», «Піза», «Падова», «Перуджа», «Фіорентина» та «Комо».
Останнім місцем тренерської роботи був клуб «Фіорентина», команду якого Альдо Агроппі очолював як головний тренер до 1993 року.

## Статистика виступів

### Статистика виступів за збірну
| Дата       | Місто              | Господарі  | Результат | Гості     | Турнір            | Голи | Примітки |
| ---------- | ------------------ | ---------- | --------- | --------- | ----------------- | ---- | -------- |
| 17/07/1972 | Бухарест           | Румунія    | 3 – 3     | Італія    | товариський матч  | -    | 63'      |
| 20/09/1972 | Турин              | Італія     | 3 – 1     | Югославія | товариський матч  | -    |          |
| 07/10/1972 | Люксембург (місто) | Люксембург | 0 – 4     | Італія    | Відбір до ЧС 1974 | -    |          |
| 21/10/1972 | Берн               | Швейцарія  | 0 – 0     | Італія    | Відбір до ЧС 1974 | -    |          |
| 13/01/1973 | Неаполь            | Італія     | 0 – 0     | Туреччина | Відбір до ЧС 1974 | -    |          |
| Усього     |                    | Матчів     | 5         |           | Голів             | 0    |          |

## Титули і досягнення
- Володар Кубка Італії (2):

«Торіно»:  1967-68, 1970-71